# Priester (Krostitz)

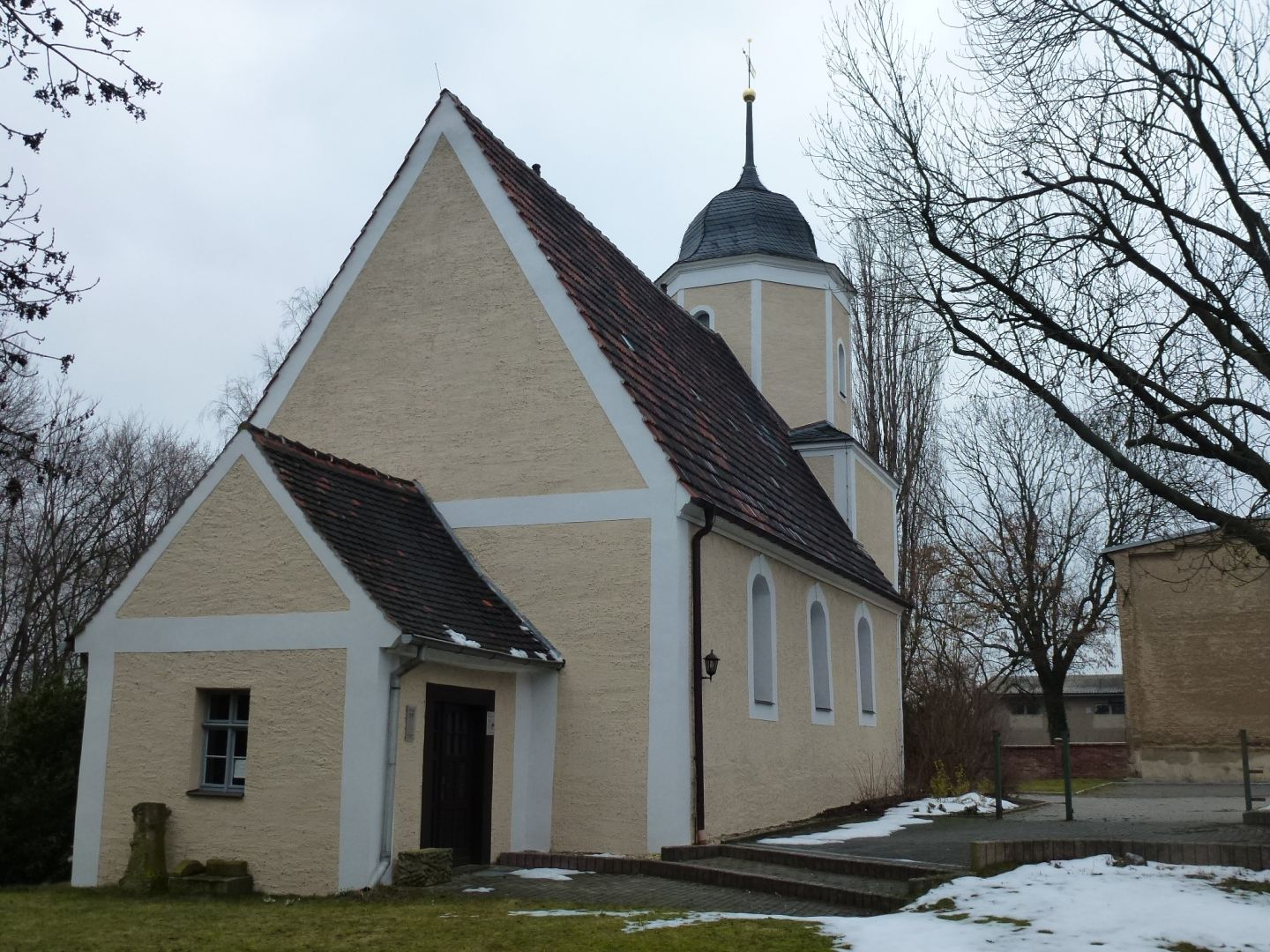
Kirche

Priester ist ein Ortsteil der Gemeinde Krostitz im sächsischen Landkreis Nordsachsen in Deutschland.

## Geografie
Priester liegt östlich des Hauptortes Krostitz zwischen den Städten Eilenburg und Delitzsch. Der Ort liegt an der Kreisstraße 7430, die die Ortsverbindung nach Kupsal und Krostitz darstellt. Zudem gibt es eine Verbindung nach Lehelitz und zur Staatsstraße 4, die südlich am Ort vorbeiführt. In der Flur von Priester liegt die Ortswüstung Galau.

## Geschichte
Priester wurde 1100 als Brezderi erstmals urkundlich erwähnt. Der Name kommt aus dem Sorbischen und bedeutet Birkenschäler. Priester ist von der Siedlungsform her ein Straßendorf.
Priester gehörte bis 1815 zum kursächsischen Amt Eilenburg. Durch die Beschlüsse des Wiener Kongresses kam der Ort infolge der Teilung des Königreiches Sachsen zu Preußen und wurde 1816 dem Kreis Delitzsch im Regierungsbezirk Merseburg der Provinz Sachsen zugeteilt, zu dem er bis 1952 gehörte. Am 20. Juli 1950 wurde der die Gemeinde Kupsal nach Priester eingemeindet. Im Zuge der Kreisreform in der DDR von 1952 wurde Priester dem neu zugeschnittenen Kreis Delitzsch im Bezirk Leipzig zugeteilt, welcher 1994 im Landkreis Delitzsch aufging.
Am 1. Januar 1997 wurde Priester mit Kupsal nach Krostitz eingemeindet. Seither sind beide Orte Ortsteile der Gemeinde Krostitz.

### Einwohnerentwicklung
| Jahr | Einwohner |
| ---- | --------- |
| 1818 | 128       |
| 1895 | 152       |
| 1925 | 151       |
| 1939 | 123       |

| Jahr | Einwohner |
| ---- | --------- |
| 1946 | 224       |
| 1950 | 360       |
| 1964 | 247       |
| 1990 | 188       |

Die Einwohnerzahl von Priester lag 1818 bei 128. Um die Jahrhundertwende gab es einen kleinen Ausschlag. Zum Ausbruch des Zweiten Weltkrieges sank die Einwohnerzahl wieder auf etwa das Niveau von 1818. Nach Ende des Krieges stieg die Einwohnerzahl stark an. 1946 lebten fast 224 Einwohner in Priester, 1950 360. Zur Zeit der DDR sank die Einwohnerzahl wieder kontinuierlich. 1990 lebten noch 188 Menschen in Priester.

## Kultur
Seit 1998 gibt es den Musik- und Theaterverein, in dem mit 160 Mitgliedern fast alle Dorfbewohner aktiv sind. Der Verein trat unter anderem im Leipziger Schauspielhaus und in Chicago (Milwaukee) auf. Die Vermarktung erfolgt unter dem Namen Musicaldorf. 2006 wurde der Verein mit dem Deutschen Bürgerpreis geehrt. Der Verein wird durch den Kulturraum Leipziger Land gefördert.
Zudem gibt es in Priester eine Musikschule.

## Sehenswürdigkeiten
Die Dorfkirche in Priester stammt aus der Zeit um 1500. Sie wurde aus Bruch- und Backsteinen gebaut, erfuhr jedoch viele Umbauten. Der Taufstein aus Sandstein stammt aus dem Jahr 1590. Die Kirche verfügt über zwei Glocken von 1686 bzw. 1854. 1721 wurde das Kirchenschiff erneuert; aus dieser Zeit stammen der Altar und die Emporen. Die Orgel wurde 1859 vom Eilenburger Orgelbaumeister Conrad Geißler angefertigt. In den 1980er Jahren sollte die Kirche aufgegeben werden, der Einsatz der Gemeindemitglieder verhinderte dies jedoch. 1983 wurde die Kirche innen und außen renoviert. Die Fenster wurden 1991 eingebaut, neues Gestühl ein Jahr später.